# Southerness Lighthouse
Das Southerness Lighthouse, deutsch Southerness-Leuchtturm, ist ein Leuchtturm auf einer Landspitze in der schottischen Ortschaft Southerness in der Council Area Dumfries and Galloway. 1971 wurde das Bauwerk in die schottischen Denkmallisten in der höchsten Kategorie A aufgenommen.

## Geschichte
Bereits 1749, also noch vor Gründung des Northern Lighthouse Board 1786, wurde ein Leuchtfeuer am Standort eingerichtet. Damit handelt es sich um das drittälteste Leuchtfeuer in Schottland. Der frühe Bauzeitraum zeigt die hohe verkehrstechnische Bedeutung des Leuchtturms, an der Einfahrt in den Ästuar des Nith und damit zu dem ehemals bedeutenden Hafen von Dumfries auf. Der Steinmetz Peter Milligan führte die im September 1748 begonnenen Arbeiten aus. Einzelne Berichte aus dem 18. Jahrhundert erwähnen eine ungenügende Leuchtleistung des Leuchtfeuers. Unklar ist, ob es in den ersten Jahrzehnten möglicherweise nur mit Kohle betrieben wurde. Aus den späten 1790er Jahren ist jedoch überliefert, dass der Burgh Dumfries sowohl für die Kosten eines Leuchtturmwärters wie auch für Öllieferungen aufkam.
1837 regte James Slight, der zu Robert Stevensons Gruppe zum Bau des Bell Rock Lighthouse gehörte, die Umgestaltung des Leuchtturms an. Kritisiert wurde die geringe Tragweite von nur 14,5 km bedingt durch die geringe Höhe des Leuchtfeuers von nur rund elf Metern. Auch wurde der geringe abgedeckte Winkel beanstandet. Zu dieser Zeit waren zwei Reflektoren installiert, bei denen es sich um eine 1,2 m durchmessende Konstruktion aus fazettiertem Glas mit rückseitig aufgespannter Metallfolie sowie einen versilberten Parabolreflektor mit 50 cm Durchmesser handelte. Im Mai 1842 wurde die Aufstockung des Leuchtturms beschlossen. Die von Walter Newall geplanten Arbeiten wurden im folgenden Jahr abgeschlossen. Vermutlich wurde der Turm hierbei um 5,6 m aufgestockt. 1844 wurden zwei neue Reflektoren installiert.
Aus finanziellen Gründen war der Betrieb ab 1867 ausgesetzt. Erst mit der Wiederbelebung des Seehandels im späten 19. Jahrhundert wurde der Leuchtturm 1894 zum Preis von 250 £ restauriert und wieder in Betrieb genommen. 1936 wurde der Leuchtturmbetrieb schließlich endgültig eingestellt.
1993 wurde das Bauwerk in das Register gefährdeter denkmalgeschützter Bauwerke in Schottland aufgenommen. Sein Zustand wurde 2014 als durchschnittlich bei gleichzeitig geringem Risiko eingestuft.